# 高橋國雄
高橋 國雄（たかはし くにお、1920年〈大正9年〉9月22日 -  2016年〈平成28年〉8月1日）は、日本の政治家。位階は従四位。千葉県市川市長を務めた（5期）。

## 略歴・人物
千葉県市川市に生まれる。法政大学商業学校（現法政大学中学校・高等学校）を経て、法政大学専門部政治経済科卒業。1940年（昭和15年）に市川市役所に入り、同市総務部長、同市助役を務める。
1977年（昭和52年）に市川市長選挙に出馬し、初当選する。以降5期連続当選し、1997年（平成9年）に退任する。
1998年（平成10年）に勲三等旭日中綬章を受章する。
1999年（平成11年）に市川市から名誉市民を贈られる。
2016年8月1日、心不全のため死去。叙従四位。